# Paul von Rennenkampf
El general Paul von Rennenkampf, también conocido como Pavel Rennenkampf (1854-1918), sirvió en el Ejército Imperial Ruso durante más de cuarenta años.

## Biografía
De origen alemán del Báltico, se incorporó al Ejército ruso con 19 años, accediendo a la Academia Militar de Nikolayev en San Petersburgo, donde estudió desde 1879 hasta 1882. Ascendió rápidamente en el ejército, formando parte de la plana mayor en 1882, tras su graduación, y obtuvo el rango de mayor general en 1900.
Comandó una unidad de caballería durante la Rebelión de los Boxers de 1900-1901 en China, capturando Qiqihar y Jilin. También participó en la guerra ruso-japonesa de 1904-1905, donde fue criticado por su campaña en el nordeste de Corea. Tras la batalla de Mukden, el general Samsonov acusó a Rennenkampf de desoír sus peticiones de ayuda, lo que enfrentó a ambos oficiales.
Tras la guerra, Rennenkampf recuperó parte de su reputación después de enfrentarse con éxito a los revolucionarios en Siberia, tras lo cual fue nombrado jefe de sección del Distrito Militar de Vilna.
Cuando comenzó la Primera Guerra Mundial, le fue asignado el mando del 1.er Ejército ruso para la invasión de Prusia Oriental desde el nordeste. Su comportamiento durante la batalla de Tannenberg en 1914, particularmente su incapacidad para coordinar esfuerzos con el 2.º Ejército de Samsonov, le valieron múltiples críticas del comandante de sector, Yákov Zhilinski, además de la de algunos oficiales del Estado Mayor, que pedían su relevo del mando.
Tras el relativo éxito conseguido en la batalla de Gumbinnen a mediados de agosto, los sucesivos fracasos de la Primera Batalla de los Lagos Masurianos de ese mismo mes, que forzó la retirada rusa de Prusia Oriental, y de la batalla de Lodz en noviembre, llevaron a su dimisión, entre acusaciones de incompetencia e incluso de traición (debido a su ascendencia). Tras ello se retiró a la costa del mar Negro.
Murió asesinado por los bolcheviques en 1918, tras declinar su oferta de servir en el Ejército Rojo durante la Revolución rusa.
- Datos: Q4012
- Multimedia: Pavel Rennenkampf / Q4012